# Immenhausen
Immenhausen – miasto w Niemczech, w kraju związkowym Hesja, w rejencji Kassel, w powiecie Kassel.